# Giro delle Fiandre 1923
Il Giro delle Fiandre 1923, settima edizione della corsa, fu disputato il 18 marzo 1923, per un percorso totale di 243 km. Fu vinto dallo svizzero Heiri Suter, al traguardo con il tempo di 9h16'15", alla media di 26,210 km/h, davanti a Charles Deruyter e Albert Dejonghe.
I ciclisti che partirono da Gand furono 86 mentre coloro che tagliarono il traguardo, sempre a Gand, furono 43.

## Ordine d'arrivo (Top 10)
| Pos. | Corridore          | Squadra            | Tempo    |
| ---- | ------------------ | ------------------ | -------- |
| 1    | Heiri Suter        | Gurtner-Hutchinson | 9h16'15" |
| 2    | Charles Deruyter   | Gurtner-Hutchinson | s.t.     |
| 3    | Albert Dejonghe    | La Française       | s.t.     |
| 4    | Jules Van Hevel    | Buysse-Colonial    | a 1'25"  |
| 5    | Theophile Beeckman | Griffon-Dunlop     | a 1'55"  |
| 6    | Émile Masson Sr.   | Alcyon-Dunlop      | s.t.     |
| 7    | Jean Rossius       | La Française       | a 2'35"  |
| 8    | Charles Juseret    | Peugeot-Wolber     | s.t.     |
| 9    | Nicolas Frantz     | Thomann-Dunlop     | a 2'40"  |
| 10   | Denis Verschueren  | Wonder-Dunlop      | a 5'00"  |